# Khajidsuren Bolormaa
Khajidsuren Bolormaa o Khajidsurengiin Bolormaa (mongol: Хажидсүрэн Болормаа) (Ulaanbaatar, 18 de gener de 1965) és una enginyera mineralogista mongola, així com un defensora de la salut i els drets dels infants, que va exercir de primera dama de Mongòlia del 2009 al 2017. Bolormaa és l'esposa de l'expresident Tsakhiagiin Elbegdorj. El 2006, Bolormaa va fundar la Fundació Bolor, que té cura dels orfes a Mongòlia.

## Biografia
Bolormaa va néixer el 18 de gener de 1965 a Ulan Bator, Mongòlia. Es va graduar a l'escola secundària a Mongòlia. Després es va matricular a la Universitat Estatal de Lviv, a Lviv, RSS Ucraïna (l'actual Ucraïna), des del 1983 fins al 1988, per estudiar geoquímica. Bolormaa va conèixer al seu futur marit, Tsakhiagiin Elbegdorj, mentre que tots dos eren estudiants que vivien a Lviv. La parella es va casar i van tenir el seu primer fill, que va néixer a Lviv. Van tornar a Mongòlia el 1988.
Khajidsurengiin Bolormaa va treballar com a enginyera mineralogista al Laboratori Geològic Central de Mongòlia, administrat pel govern. Després va establir i obrir Ankh-Erdene, un laboratori privat de recerca centrat en la mineralogia i la indústria minera de Mongòlia.
Tsakhiagiin Elbegdorj va ser elegit president de Mongòlia el 2009, convertint Bolormaa en la Primera Dama de Mongòlia. Elbegdorj va ser reelegit el 2013.

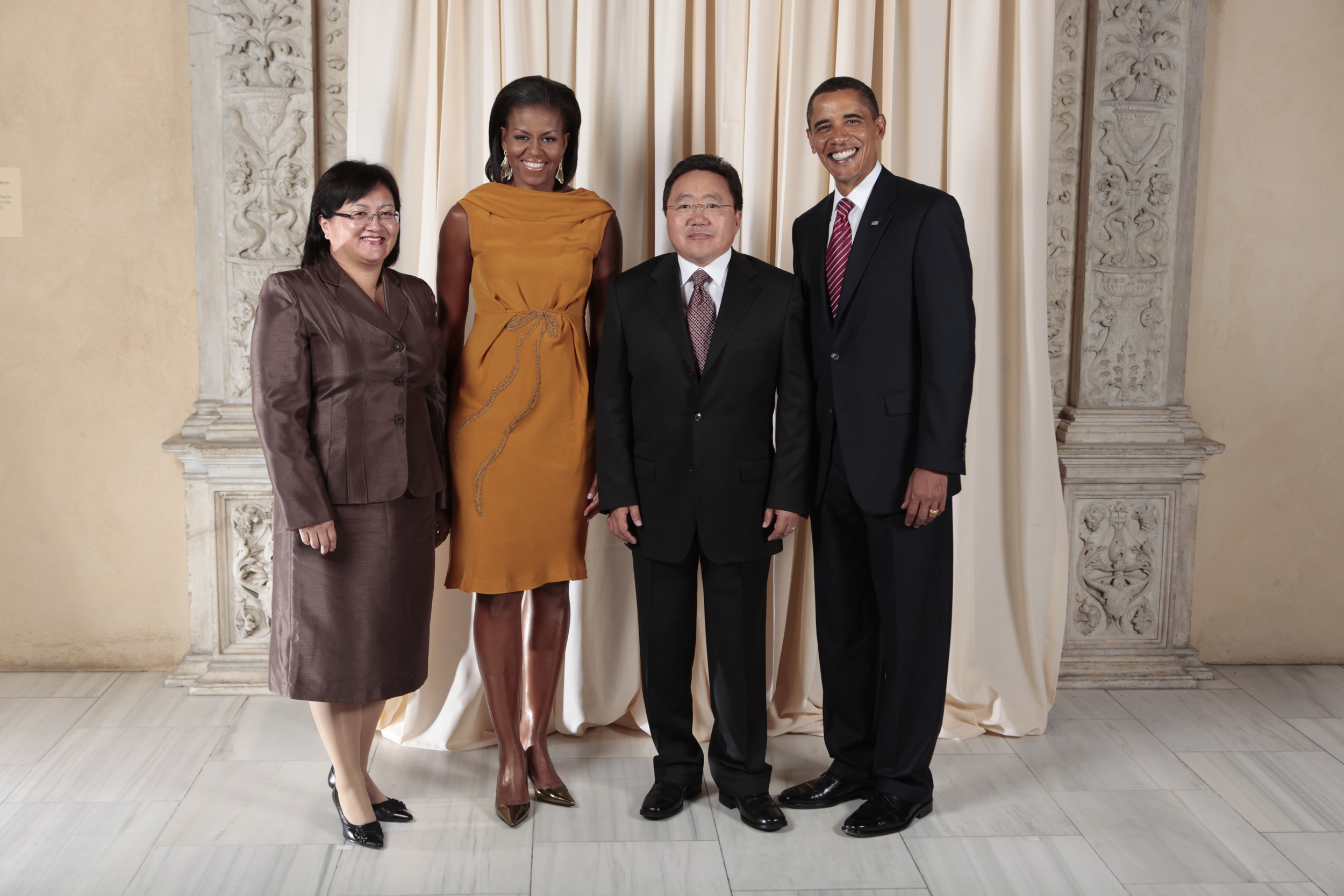
Fotografia del president mongol Tsakhiagiin Elbegdorj i la primera dama Khajidsuren Bolormaa junt amb el president estatunidenc Barack Obama i la primera dama Michelle Obama durant una recepció al Metropolitan Museum de Nova York, 2009

El març de 2010, la Primera Dama Bolormaa va establir la Fundació Nacional de Mongòlia Esperança sense Càncer per millorar els serveis de tractament contra el càncer al país. Va reclamar una major cooperació entre les 38 Primeres Dames asiàtiques per lluitar contra el càncer al continent, especialment entre les dones. La fundació va tornar a formar metges, infermeres i altre personal mongol a les instal·lacions mèdiques nacionals i internacionals entre el 2010 i 2013.

## Activitats socials
Khajidsuren ha fet alguns passos per reforçar la protecció social dels nens mongols. Ha adoptat personalment com a exemple diversos nens orfes. Actualment té 30 fills. Cinc d'ells van néixer dins del matrimoni i 25 són nens mongols adoptats per ella i el seu marit.
Amb l'ajuda de la Fundació Bolor, també dona resposta a les necessitats de més de 300 nens. A més, des del 1999, a iniciativa de l'ambaixador estatunidenc a Mongòlia, John La Porta, s'ha posat en marxa un programa per donar en adopció nens mongols sense llar a famílies estatunidenques.